# Dicallaneura hyacinthus
Dicallaneura hyacinthus är en fjärilsart som beskrevs av Lambertus Johannes Toxopeus 1944. Dicallaneura hyacinthus ingår i släktet Dicallaneura och familjen Riodinidae. Inga underarter finns listade i Catalogue of Life.